# لایه‌نشانی به کمک باریکه یونی
لایه‌نشانی به‌کمک باریکه یونی (IBAD یا IAD) یا نِهشت به‌کمک باریکه یونی (به انگلیسی: Ion beam assisted deposition) یک فنّ مهندسی مواد است که کاشت یون را با کندوپاش همزمان یا سایر روش‌های لایه‌نشانی بخار فیزیکی ترکیب می‌کند. علاوه بر کنترل مستقل پارامترهایی مانند انرژی یونی، دما و سرعت رسیدن گونه‌های اتمی در طول لایه‌نشانی، این فنّ به‌ویژه برای ایجاد یک گذار تدریجی بین ماده زیرلایه و پوسته لایه‌نشانی‌شده و برای لایه‌نشانی لایه‌نازک‌هایی با کرنش داخلی کمتر نسبت به فنون‌های دیگر مفید است. این دو ویژگی می‌توانند باعث ایجاد لایه‌هایی نازک با پیوند بسیار بادوام به زیرلایه شوند. تجربه نشان داده است که برخی از ترکیبات شبه‌پایدار مانند نیترید بور مکعبی (c-BN) تنها می‌توانند در لایه‌های نازک زمانی تشکیل شوند که با یون‌های پر انرژی در طول فرایند لایه‌نشانی بمباران شوند.